# Radio Tarifa
Radio Tarifa est un groupe espagnol de musiques du monde, originaire de Madrid, actif entre 1990 et 2016.

## Histoire
Il est formé en 1990 à Madrid autour d'un trio de musiciens passionnés Fain S. Duenas, Benjamin Escoriza et le français Vincent Molino. Ils produisent ensemble, une musique se situant entre le flamenco, et la musique médiévale sans hésiter sur les sonorités électriques. Radio Tarifa revendique une continuité avec leur formation originelle Ars Antiqua Musicales dans laquelle Fain et Vincent se sont d'abord investis. Radio Tarifa confirme sa position de phare dans un univers musical en produisant un son riche et original.
L'origine du nom Tarifa, situé à la pointe sud de l'Espagne, à peu de distance du continent africain, provient de la proximité culturelle toujours ancrée entre la péninsule ibérique et le Maghreb, Tarifa désignant la ville espagnole la plus proche du royaume chérifien. Et c’est précisément autour de cette parenté musicale arabo-andalouse et la médiévale européenne que s’articule l'œuvre musicale autour des Espagnols Fain S. Duenas (guitare, percussions) et le chanteur flamenco Benjamin Escoriza, et du Français Vincent Molino (instruments médiévaux).
Après trois albums enregistrés en studio, comme Cruzando El Rio, publié en 2000, Radio Tarifa se produit dans une grande tournée internationale. À cette occasion, entouré du flutiste Jaime Muela, du oudiste Amir Haddad (oud acoustique et électrique), et guitariste Jorge Gomez), le percussionniste Sebastian Rubio et le bassiste David Purdye, le trio propose des adaptations remaniées des grands moments de son répertoire originel. Les moments de rêve médiéval alternent avec la tension du jazz ou du rock, laissant place à de belles fulgurances de flamenco stimulées par l’intensité de la scène.
Le groupe se sépare en 2006. Benjamin Escoriza mène une carrière solo jusqu'à son décès en mars 2012.

## Discographie
- 1993 : Rumba Argelina
- 1996 : Temporal
- 2000 : Cruzando el rio
- 2003 : Fiebre (live in Toronto)